# Djelfa (tỉnh)
Djelfa (tiếng Ả Rập: ولاية الجلفة ) là một wilaya của Algérie. Tỉnh lỵ là Djelfa.
Tỉnh này được thành lập lần đầu thông qua đợt tái tổ chức hành chính năm 1974.

## Phân chia hành chính
Tỉnh này bao gồm 12 huyện và 36 đô thị. Các huyện bao gồm:
- Messaâd
- Aïn El Ibil
- Birine
- El Idrissia
- Dar Chioukh
- Charef
- Faidh El Botma
- Sidi Ladjel
- Had Sahary
- Aïn Oussera
- Hassi Bahbah
- Đô thị cấp huyện: Djelfa

### Các xã
| 1. Aïn Chouhada 2. Aïn El Ibel 3. Aïn Feka 4. Aïn Maabed 5. Aïn Oussera 6. Amourah 7. Benhar 8. Beni Yagoub 9. Birine 10. Bouira Lahdab 11. Charef من هنا تجد المدينة messaad 12. Dar Chioukh | 13. Deldoul 14. Djelfa 15. Douis 16. El Guedid 17. El Idrissia 18. El Khemis 19. Faidh El Botma 20. Guernini 21. Guettara 22. Had-Sahary 23. Hassi Bahbah 24. Hassi El Euch | 25. Hassi Fedoul 26. Messad 27. M'Liliha 28. Mouadjebara 29. Oum Laadham 30. Sed Rahal 31. Selmana 32. Sidi Baizid 33. Sidi Ladjel 34. Tadmit 35. Zaafrane 36. Zaccar |  |